# Ommatius cinnamomeus
Ommatius cinnamomeus är en tvåvingeart som beskrevs av Scarbrough 1984. Ommatius cinnamomeus ingår i släktet Ommatius och familjen rovflugor. Inga underarter finns listade i Catalogue of Life.